# Castillo de San Jorge (Daroca)
El castillo de San Jorge era uno de los tres castillos que formaban parte del recinto amurallado de Daroca. Sus restos se encuentran en el municipio zaragozano de Daroca, a 83 kilómetros de la capital.

## Descripción
Construido en tapial, el castillo de San Jorge se encontraba situado sobre el cerro de San Jorge a 854 metros de altitud, en la zona conocida como «corrales de San Jorge». Formaba parte del recinto amurallado de Daroca. Tan solo quedan como vestigios, la Torre del Palo y la planta de lo que era un extenso recinto de planta irregular. en el lugar existía también una ermita dedicada a dicho santo y que se encontraba cerca de la torre de la Espuela. A los pies del castillo se encontraba la judería, por lo cual, también era conocido como castillo de la Judería, y así consta en documentación desde 1337.

## Propiedad y uso
Es propiedad del Ayuntamiento de Daroca, y su uso es turístico. El acceso es libre. Más información en la Oficina de Turismo de Daroca.